# أنيليمة جيلاتية
أنيليمة جيلاتية (الاسم العلمي: Aneilema gillettii) هي نوع من النباتات تتبع جنس الأنيليمة من الفصيلة الوعلانية.